# Значит, ураган
«Значит, ураган. Егор Летов: опыт лирического исследования» — биографическая книга, описывающая творчество и жизнь Егора Летова, а также то, как оно повлияло на жизнь автора книги — журналиста Максима Семеляка, долгие годы знакомого с музыкантом.

## Описание
Название книги заимствовано у песни «Гражданской обороны» с альбома «Зачем снятся сны?». Согласно издательской аннотации книга должна была быть написана совместно с Егором Летовым. Однако планам не суждено было сбыться из-за кончины музыканта. 
За прошедшие 13 лет Летов стал, как и хотел, фольклорным персонажем, разойдясь на цитаты, лозунги и мемы: на его наследие претендуют люди самых разных политических взглядов и личных убеждений, его поклонникам нет числа, как и интерпретациям его песен.

## Критика
Литературный критик Галина Юзефович считает, что книга дала ответы на ряд вопросов, о противоречивости личности Егора Летова, например о том «как [..] нон-конформист, жертва карательной советской психиатрии, либерал […] мог после распада Союза […] перекинуться в лагерь охранителей, примкнуть к национал-большевикам, поддерживать Лимонова и Проханова, петь на митинге коммунистического движения Виктора Анпилова „Трудовая Россия“?».
Автор газеты «Коммерсант» обозначил задачу книги «вышибить героя обратно из беззубого канона: убрать культурного деятеля, вернуть на его место человека и миф». А обозреватель газеты «РБК» отметил личную интонацию книги, которая «не ЖЗЛ и даже не коллективный портрет на фоне эпохи. Скорее, что-то вроде „Прогулок с Пушкиным“ Андрея Синявского или набоковского „Николая Гоголя“».